# K-3 Leninskij Komsomoł
K-3 Leninskij Komsomoł – radziecki myśliwski okręt podwodny projektu 627, pierwsza radziecka jednostka tej klasy wyposażona w siłownię jądrową. Pierwotnie pod oznaczeniem K-3, 21 lipca 1962 roku – po powrocie z rejsu na biegun północny – otrzymał ostateczną nazwę K-3 „Leninskij Komsomoł”.
K-3 był pierwszym radzieckim okrętem podwodnym z napędem jądrowym – wyposażony został w dwa wodnociśnieniowe reaktory jądrowe WM-A o mocy cieplnej 70 MW. Okręt o opływowym kształcie, długości 109,7 metra i wyporności nawodnej 3087 ton oraz 3986 ton w zanurzeniu, zdolny był do rozwinięcia pod wodą prędkości 30 węzłów. Był pierwszą radziecką jednostką podwodną, która osiągnęła biegun północny. K-3 nękany był jednak awariami, które – podobnie jak innym jednostkom projektu 627A – uniemożliwiły mu wzięcie udziału w działaniach radzieckiej floty podwodnej podczas kryzysu kubańskiego. W efekcie eksplozji w przedziale torpedowym okrętu w 1967 roku śmierć poniosło 39 osób. Okręt, który wszedł do służby w 1958 roku, pełnił ją przez 30 lat do roku 1988.

## Geneza

### Radziecki program jądrowy
Początki radzieckiego zainteresowania materiałami radioaktywnymi sięgają pierwszej dekady XX wieku, kiedy Władimir Wiernadski prowadził prace nad odkryciem pokładów radioaktywnych minerałów w Azji Centralnej i Syberii. Prace w programie jądrowym sięgają zaś roku 1932, kiedy radzieccy naukowcy – z udziałem m.in. Igora Kurczatowa – rozpoczęli studia z tej dziedziny. Jednak dopiero w roku 1939 lub 1940 – po odkryciu przez Otto Hahna i Fritza Straßmanna zjawiska rozszczepienia jądra atomowego – przy Akademii Nauk ZSRR utworzony został komitet, którego zadaniem było opracowanie „problemu uranu”, w tym poznanie potencjalnych rezultatów rozszczepienia jądra atomowego. Zadaniem komisji było uruchomienie programu badawczego w zakresie rozszczepienia jądra, separacji izotopów uranu i samopodtrzymującej się reakcji nuklearnej.
Pod koniec 1940 roku Departament Naukowy i Wywiadu Technicznego NKWD rozpoczął działania zmierzające do pozyskania rezultatów badań jądrowych prowadzonych w Wielkiej Brytanii, Francji oraz w Niemczech. Po niemieckiej agresji na ZSRR w 1941 roku, główne radzieckie instytuty jądrowe z Leningradu i Charkowa zostały ewakuowane na wschód. Do października 1941 roku NKWD udało się posiąść kopię co najmniej jednego z dwóch raportów brytyjskiego Komitetu Maud analizującego możliwości militarnego wykorzystania energii jądrowej i rekomendującego zainicjowanie programu broni jądrowej. Działania wojenne w ZSRR spowodowały jednak, że radzieccy naukowcy zostali zaangażowani w wysiłek wojenny na innych polach. Dopiero na przełomie lat 1942–1943, doniesienia wywiadu zagranicznego spowodowały wznowienie radzieckich prac nad programem jądrowym. Na początku 1943 roku szef radzieckiego wywiadu Ławrientij Beria przedstawił Józefowi Stalinowi meldunek, w którym zarekomendował przedstawienie radzieckim naukowcom danych wywiadowczych i rozpoczęcie radzieckiego programu broni jądrowej.

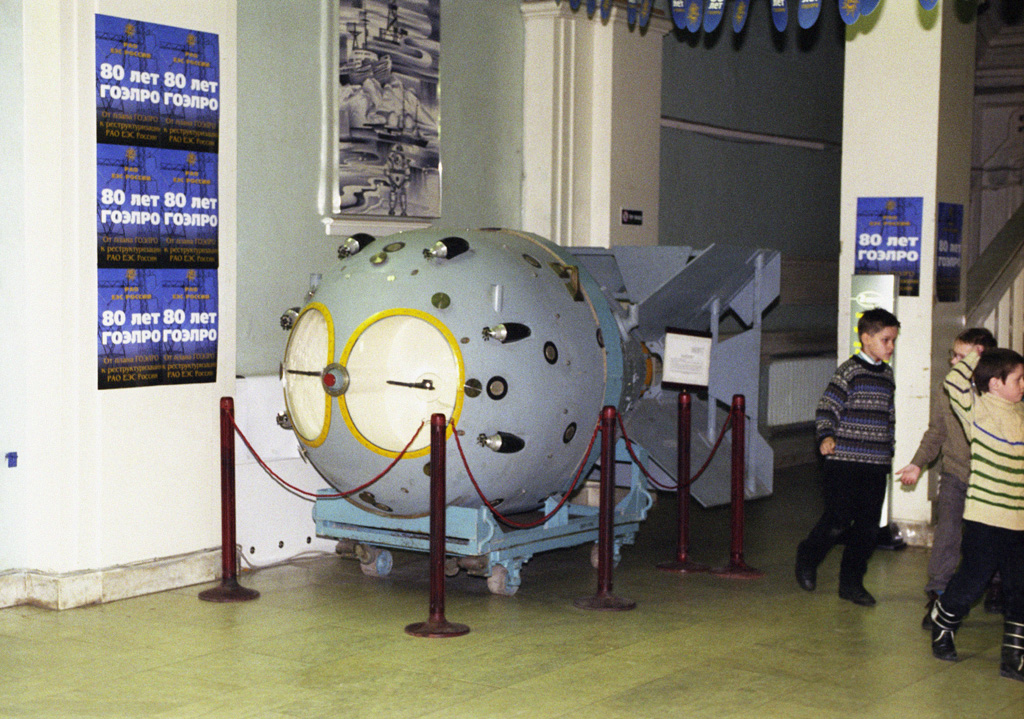
Kopia pierwszej radzieckiej bomby atomowej RDS-1

11 lutego 1943 roku Państwowy Komitet Obrony podjął decyzję o rozpoczęciu prac badawczo-rozwojowych nad energią nuklearną i utworzeniu w tym celu Laboratorium Nr 2. Szefem laboratorium został mianowany Igor Kurczatow, na poziomie zaś Politbiura odpowiedzialnym za program został Wiaczesław Mołotow.
Wiosną 1943 roku Kurczatow przedstawił raport ze swojej analizy danych wywiadowczych NKWD, z których wynikała kluczowa rola plutonu jako podstawy broni jądrowej, w efekcie czego w ZSRR podjęto prace nad budową infrastruktury niezbędnej do produkcji tego pierwiastka. Nowego impetu radzieckiemu programowi jądrowemu nadał amerykański test nuklearny z 16 lipca 1945 roku oraz przeprowadzone krótko potem ataki atomowe na Hiroszimę i Nagasaki. 20 sierpnia 1945 roku utworzony został Specjalny Komitet ds. Jądrowych, którego przewodniczącym został Beria, sprawujący odtąd całkowity nadzór nad programem. Na podstawie zarządzenia nr 2227-567 Rady Komisarzy Ludowych z 29 sierpnia 1945 roku utworzono Pierwszy Główny Dyrektoriat (Pierwoje Gławnoje Uprawlenie – PGU), którego zadaniem było kierowanie programem, w którego prowadzenie zaangażowanych zostało wiele instytutów naukowych z wiodącą rolą Laboratorium Nr 2.
26 lutego 1949 roku wyprodukowano pierwszą partię plutonu, który został natychmiast przetransportowany do zakładu chemiczno-metalurgicznego w Czelabińsku-40, gdzie przetworzono go do postaci metalu i nadano mu kształt odpowiedni dla broni jądrowej – dwóch otoczonych powłoką niklową półkul. Z Czelabińska-40 pluton został następnie przewieziony do Biura Konstrukcyjnego Nr 11 (KB-11) w Arzamas-16, celem montażu jako podstawowe elementy bomby atomowej. Odpowiedzialne za prace inżynieryjne i konstrukcyjne nad bombą atomową KB-11, rozwiązało wszystkie związane z tym problemy do lata 1949 roku. 29 sierpnia 1949 roku na poligonie atomowym w Semipałatyńsku dokonano pierwszej radzieckiej próbnej eksplozji bomby atomowej RDS-1, stanowiącej wierną kopię amerykańskiej bomby Fat Man.

### Program napędu jądrowego
Pierwszy radziecki reaktor atomowy F-1 uruchomiony został 25 grudnia 1946 roku. Według radzieckich źródeł, pierwsze prace nad napędem jądrowym dla okrętów rozpoczęto w Związku Radzieckim krótko po zakończeniu wojny, ale już w jej trakcie prowadzono w ZSRR dyskusje nad użyciem energii jądrowej do napędu okrętów. Jednak według Anatolija Aleksandrowa – jednego z liderów radzieckiego programu jądrowego, w 1945 roku Ławrientij Beria zakazał wszelkich prac nad niedestrukcyjnym wykorzystaniem energii jądrowej: najpierw bomba, wszystko inne później. Według Aleksandrowa, kierowany przez niego instytut rozpoczął już wcześniej prace nad reaktorem dla okrętów, w efekcie jednak nałożonego przez Berię zakazu zostały one wstrzymane.
W 1947 roku, najbardziej zasłużony wówczas radziecki konstruktor okrętów podwodnych, Boris Malinin, pisał:

Okręt podwodny musi stać się podwodnym pojazdem w pełnym tego słowa znaczeniu. Oznacza to że musi spędzać znakomitą większość swojego życia pod wodą, wypływając na powierzchnię tylko w wyjątkowych okolicznościach [...] Okręt podwodny będzie najpotężniejszą bronią wojny morskiej. Jeśli przyjmuje się, że pojawienie się superpotężnych silników napędzanych intranuklearną (atomową) energią jest prawdopodobne w najbliższej przyszłości – podjęcie prawidłowej decyzji co do kierunku, w którym powinna podążać ewolucja [...] jest podstawowym warunkiem sukcesu okrętów podwodnych.

Zmarłemu w 1949 roku Malininowi nie dane było dożyć pojawienia się pierwszych okrętów z napędem jądrowym, jego prace kontynuował jednak jeden z jego asystentów – inżynier, kapitan pierwszej rangi Władimir Peregudow, który w 1952 roku został głównym konstruktorem pierwszych radzieckich nuklearnych okrętów podwodnych. Kilka lat po rozpoczęciu prac nad nuklearną siłownią, w roku 1953 bądź 1954 zainicjowano program projektowy pierwszego radzieckiego okrętu podwodnego z napędem nuklearnym. Peregudow pracował wówczas w ramach SKB-143 – jednego z centralnych biur projektowych okrętów tej klasy.
Zakaz otwartych dyskusji nad sprawami nuklearnymi został zniesiony w 1953 roku wraz ze śmiercią Stalina. W latach 1954–1955, w centralnym organie radzieckiego ministerstwa obrony – „Krasnaja Zwiezda”, ukazała się seria 50 artykułów poświęconych militarnym aspektom energii jądrowej, przełamujących siedmioletni okres milczenia w radzieckiej prasie na temat energii jądrowej, w tym na temat napędu nuklearnego. Artykuły te wywołały szeroką dyskusję na najwyższych szczeblach radzieckiej władzy na temat broni jądrowej. W dyskusje te zaangażowany był także marszałek Gieorgij Żukow, w tym czasie minister obrony. Jego obojętność jednak wobec tematu, i prawdopodobna opozycja, były w późniejszym czasie cytowane jako jedne z przyczyn – choć nie decydujące – usunięcia go z Politbiura.
Reaktor wodny ciśnieniowy pierwszej generacji dla okrętów podwodnych WM-A został opracowany pod nadzorem Nikołaja Dolleżala w Instytucie Naukowo-Badawczym Inżynierii Chemicznej (NIIKchimmasz) w Zagorsku, w 1953 roku przekształconym w Instytut Naukowo-Badawczy-8 (NII-8). NII-8 kierowało programem projektu reaktora, jego systemów kontroli i bezpieczeństwa oraz systemów zabezpieczenia biologicznego okrętów. Wśród instytucji, które wzięły udział w programie pierwszych reaktorów marynarki, znajdowały się: Zakład Budowy Maszyn Nr 92 w Gorki – odpowiedzialny za projekt stalowej obudowy reaktora, OKB-12 – systemy kontroli reaktora i systemy bezpieczeństwa oraz Centralny Instytut Badań Naukowych Nr 45, który opracował projekt systemu wymiany ciepła. Turbiny dla reaktora zostały opracowane wspólnie przez NII-8 oraz Biuro Konstrukcyjne Pieców Zakładów Bałtyckich im. Ordżonikidze, zaś Specjalne Biuro Konstrukcyjne zakładów im. Kirowa w Leningradzie opracowało projekt pomp pierwotnego obiegu chłodziwa, jak również układ parowy turbiny.
Nadzór naukowy nad programem pierwszego reaktora napędowego sprawował Kurczatow i kierowane przez niego Laboratorium Nr 2, przekształcone do tego czasu w Instytut Energii Atomowej. Ostateczny montaż reaktorów prowadzony był przez Zakład Budowy Maszyn Nr 92 w Gorki, zaś elementy paliwa nuklearnego i wyposażenia reaktorów produkowane były w Zakładzie Budowy Maszyn w Elektrostal w Obwodzie moskiewskim.
Prezydium Politbiura zatwierdziło w końcu projekt siłowni nuklearnej opartej na reaktorach zasilanych uranem wzbogaconym do 20 procent, i w połowie lat 50. rozpoczęły się prace nad kilkoma projektami okrętów. Jednym z nich był projekt 627, określany w nomenklaturze NATO jako November.

### Strategiczny okręt myśliwski
Podstawowym zadaniem radzieckich konstruktorów i naukowców było opracowanie okrętu podwodnego z napędem niezależnym od powietrza, w konsekwencji zabezpieczonego przed detekcją przez okręty i samoloty. Mniejsze znacznie miało wyciszenie akustyczne okrętu – w Związku Radzieckim zresztą nigdy nie opracowano podstaw teoretycznych wyciszania okrętów oraz natury rozchodzenia się fali dźwiękowej w wodzie. Biuro projektowe SKB-143 (współcześnie Malachit) pracowało w trybie 24-godzinnym nad opracowaniem projektu strategicznego okrętu myśliwskiego. Przygotowano w tym celu m.in. drewniane modele każdego przedziału w skali, wyposażone w najnowsze urządzenia opracowane w przemyśle stoczniowym oraz lotniczym. Każdy detal projektu był osobiście monitorowany przez głównego konstruktora Władimira Peregudowa. Zgodnie z pierwotnym założeniem, okrętowy reaktor obok wytwarzania niezbędnej dla okrętu energii, produkować miał także tryt dla T-15 – przenoszonej przez jednostkę olbrzymiej torpedy z głowicą termojądrową, o długości 24 metrów i średnicy 2 metrów, przeznaczonej do ataku nuklearnego na amerykańskie bazy morskie. Miała to być torpeda samodzielnie wypływająca z wyrzutni, który to sposób strzału torpedowego sam w sobie zwiększał długość wyrzutni o 2 metry. Upraszczał jednak jej konstrukcję i pozwalał na zaoszczędzenie kilku ton wagi całego systemu. Idea ta napotkała wszakże opór – jako niedorzeczna z wojskowego punktu widzenia – gdyż termojądrowy pocisk podwodny miał dysponować zasięgiem 50 kilometrów, tymczasem amerykańska marynarka wojenna rozwinęła już w tym czasie swoje linie obrony przeciwpodwodnej w odległości 100 kilometrów od brzegu. W trakcie jednego ze spotkań z udziałem prezesa rady ministrów ZSRR Nikołaja Bułganina, głos zabrał między innymi ówczesny dowódca floty admirał Nikołaj Kuzniecow:

Ja nie rozumiem takiego okrętu podwodnego. Potrzebujemy jednostki zdolnej do zatapiania okrętów na oceanach i niszczenia nieprzyjacielskich linii komunikacyjnych. Taka potrzebuje nie jednej torpedy, lecz znacznego zapasu torped – zarówno ze zwykłymi ładunkami, jak i z głowicami jądrowymi.

W rezultacie idea wielkiej pojedynczej torpedy została zarzucona, a wyprodukowany już do tego czasu w większej części okręt został przebudowany w celu umożliwienia przenoszenia bardziej standardowego uzbrojenia. System kontroli ognia torpedowego został opracowany w NII-303 (Centralny Instytut Naukowo-Badawczy Elektropribor), systemy nawigacyjne w moskiewskim MNII-1 (obecnie Centralny Instytut Naukowo-Badawczy Agat), które odgrywało także wiodącą rolę w opracowaniu systemu zarządzania walką. NII-400 Ministerstwa Przemysłu Okrętowego (obecnie Centralny Instytut naukowo-Badawczy Gidropribor), CKB-18 (obecnie Rubin) oraz CKB-16 (obecnie część Malachitu) partycypowały w opracowaniu uzbrojenia torpedowego.
W międzyczasie pełnoskalowy badawczy okręt podwodny „Narodowlec” został wyposażony w urządzenia przeznaczone do oceny możliwości przebywania przez długi czas w atmosferze szczelnego okrętu podwodnego. Służąc dla celów programu nuklearnego okrętu podwodnego, załoga jednostki przez 50 dni przebywała i pracowała w środowisku szczelnie zamkniętego okrętu.

## Budowa i testy okrętu
Projekt okrętu ukończony został w 1954 roku. 24 września 1955 roku miało miejsce formalne – i tajne – położenie stępki w zakładzie nr 402 w ówczesnym Mołotowsku. Okręt ze stoczniowym numerem seryjnym 254 budowany był w głównym, całkowicie zakrytym budynku – hali o numerze 42. Jednostka produkowana była w całkowitej tajemnicy przez przedsiębiorstwa w całym Związku Radzieckim. Tak ścisłej, że przedsiębiorstwa produkujące jego poszczególne elementy nie zdawały sobie sprawy z tego, czemu produkowane przez nie części i elementy okrętu w rzeczywistości służą. Prace koordynowane były przez Ministerstwo Przemysłu Średniego, ze strony zaś marynarki jedynie jej minister posiadał pewną wiedzę na ten temat, a i to tylko częściową. W późniejszym czasie dołączył do niego szef Departamentu Budowy Okrętów Marynarki adm. Paweł Krotow. Obaj nie mieli jednak żadnej mocy decyzyjnej w tej kwestii. W Moskwie specjalnie dla tego okrętu opracowana została stal AK-25 umożliwiająca mu bezpieczne schodzenie na niespotykaną dotąd głębokość 300 metrów, dwa reaktory zostały zbudowane w Gorki, architektura okrętu testowana była w Centralnym Instytucie Aerohydrodynamiki w Moskwie, zaś przyszła załoga została przeszkolona w Obińsku. Ogółem prace nad okrętem prowadzono w 350 zakładach przemysłowych i instytucjach naukowych. Co znaczące, pierwszy radziecki okręt podwodny z napędem jądrowym budowany był w pozycji horyzontalnej – w przeciwieństwie do mniej wydajnej produkcji na pochyłej pochylni, aż do lat 80. stosowanej w Stanach Zjednoczonych i w większości innych krajów do budowy jednostek tej klasy. Po osiągnięciu gotowości do wodowania okręt został wysunięty z hali na specjalny dok, który następnie zanurzał się w celu spuszczenia jednostki na wodę.

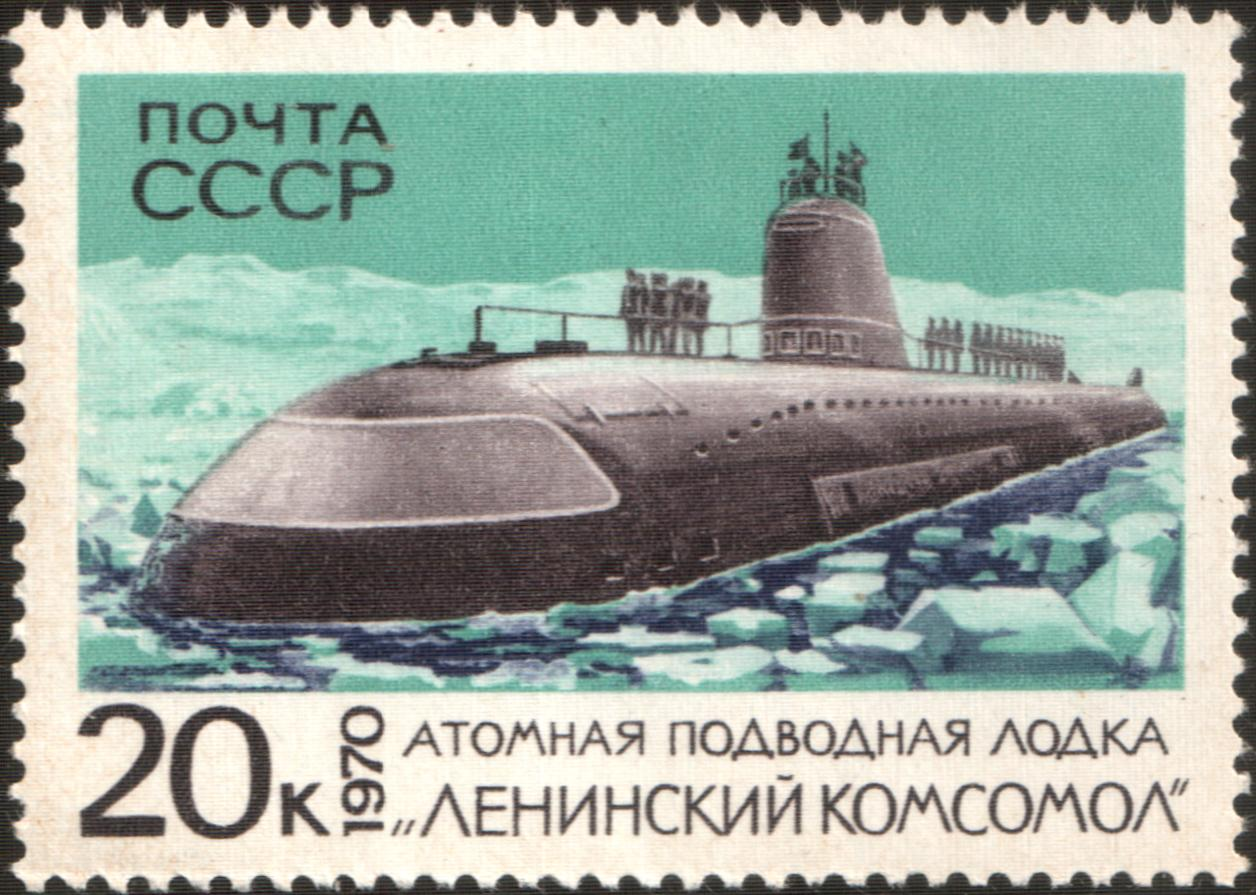
Radziecki znaczek pocztowy z 1970 roku. Napis pod grafiką głosi „1970. Atomowy okręt podwodny Leninskij Komsomoł”.

K-3 został zwodowany 9 sierpnia 1957 roku, zaś nieco ponad miesiąc później – 14 września – po raz pierwszy uruchomiono nuklearną siłownię okrętu. Testy przy nabrzeżu rozpoczęte zostały 19 kwietnia 1958 roku, po raz pierwszy wówczas odłączono okręt od zewnętrznych systemów zasilania i wszystkie systemy pokładowe zaczęły być zasilane energią elektryczną wytworzoną przez własne turbogeneratory okrętu. 4 lipca 1958 roku o godzinie 10:30 K-3 wyszedł w morze na swój pierwszy rejs testowy. Obecny na jego pokładzie Anatolij Aleksandrow zanotował wówczas w dzienniku okrętowym: „po raz pierwszy w historii kraju para produkowana jest bez udziału węgla lub ropy”. W przeciwieństwie do swojego amerykańskiego odpowiednika, który wyszedł w morze 3,5 roku wcześniej, te kamienie milowe w budowie pierwszego radzieckiego okrętu nuklearnego były ściśle tajne. Przeprowadzone przez kapitana 1. rangi Leonida Osipienko testy zakończyły się sukcesem. Ze względów bezpieczeństwa – do czasu ukończenia testów prototypu reaktora w Obnińsku – przeprowadzono je przy użyciu jedynie 60% mocy pary reaktorów, mimo to K-3 osiągnął prędkość 23,3 węzła. Osiągnięcie tej prędkości przy stosunkowo niewielkiej mocy było zaskakujące, gdyż uzyskana prędkość była o 3 węzły większa od oczekiwanej, stanowiła też prędkość maksymalną amerykańskiego „Nautilusa”. Gdy ostatecznie K-3 zdolny był operować przy maksymalnej mocy, osiągnął prędkość około 30 węzłów, choć często podaje się, że maksymalna prędkość okrętu to 28 węzłów. Podczas testów okręt osiągnął także głębokość 310 metrów – co stanowiło wówczas światowy rekord głębokości zanurzenia.
Biorący udział w pierwszym teście morskim okrętu kapitan 2. rangi L.M. Żilcow, napisał później:

Kiedy podczas testu reaktor rozpędził okręt do prędkości standardowej, wszyscy na mostku byli wstrząśnięci ciszą. Po raz pierwszy w trakcie całej mojej służby na okrętach podwodnych, słyszałem szum fal na dziobie. Na konwencjonalnych okrętach podwodnych, dźwięk wydobywający się z rur wydechowych silników Diesla zagłusza wszystko inne. Ale tutaj nie było żadnego warkotu ani wibracji.

Jeszcze podczas testów stoczniowych generatory pary przewidziane konstrukcyjnie do bezawaryjnej pracy przez 18 000 do 20 000 godzin, zaczęły przeciekać już po około 800 godzinach. Generatory, które teoretycznie – dzięki wyższej temperaturze pracy, a w konsekwencji większej mocy – powinny być lepsze od swoich amerykańskich odpowiedników, w praktyce nie spełniały jakichkolwiek założeń. W efekcie jedynym możliwym trwałym rozwiązaniem była wymiana materiałów, z których generatory zostały wykonane. Podczas testów załoga okresowo musiała poszukiwać w maskach tlenowych źródeł przecieków, testy zostały jednak uznane za sukces. W 1959 roku kapitan Leonid Osipienko został uhonorowany tytułem Bohatera Związku Radzieckiego, załoga okrętu otrzymała inne odznaczenia, szef zaś konstruktorów Władimir Peregudow otrzymał tytuł Bohatera Pracy Socjalistycznej – najwyższe radzieckie odznaczenie, jakie mogło zostać przyznane konstruktorowi. Za swoje osiągnięcie, biuro konstrukcyjne SKB-143 oraz stocznia w Mołotowsku otrzymali natomiast Ordery Lenina.
W erze przedsatelitarnej amerykańskiemu wywiadowi brakowało często dokładnych informacji, a wielu zachodnich oficjeli kwestionowało w ogóle zdolność Związku Radzieckiego – przy jego ówczesnej bazie technologicznej – do konstrukcji okrętów z napędem jądrowym. Cztery miesiące po pierwszym wyjściu w morze lodołamacza atomowego „Lenin” i ukończeniu K-3, w styczniu 1960 roku – najwyższy wojskowy dowódca US Navy, twórca morskiego rakietowego programu jądrowego Polaris-Poseidon – szef operacji morskich, adm. Arleigh Burke, powiedział przed Kongresem, że istnieją oznaki iż Związek Radziecki jest zaangażowany w budowę okrętu podwodnego z napędem jądrowym, i należy oczekiwać, że Sowieci już w najbliższej przyszłości będą dysponowali operacyjną jednostką z takim napędem.
Tymczasem już w tym samym roku, w którym K-3 wyszedł w morze, radziecki rząd podjął decyzję o rozpoczęciu masowej produkcji okrętów nuklearnych. Jak wspominał admirał Gorszkow:

[...] wielkie spotkanie, poświęcone także przyszłemu rozwojowi naszej marynarki, które odbyło się w Moskwie w 1958 roku, utkwiło mi w pamięci. Obecni byli dowódcy floty i inni wiodący admirałowie, reprezentanci Sztabu Generalnego, dowódcy rodzajów sił zbrojnych, pracownicy komitetu centralnego partii oraz rady ministrów. Zostało udzielone wsparcie priorytetowi budowy uzbrojonych w pociski rakietowe okrętów podwodnych z napędem jądrowym. Towarzysz Nikita Chruszczow opowiedział się za budową około 70 nuklearnych okrętów podwodnych z pociskami balistycznymi, 60 z pociskami przeciwokrętowymi oraz 50 z torpedami.

## Konstrukcja
K-3 był dwukadłubowym okrętem podwodnym o wyporności nawodnej 3087 ton, wypierającym 3986 ton w zanurzeniu, przy 109,3 metra długości na linii wodnej i 109,7 metra długości całkowitej. Szerokość jednostki wynosiła 9,1 metra, jej zanurzenie zaś 7,7 metra.

Peregudow zachował podstawową konfigurację tylnej części niemieckich „elektrobotów”, która została odrzucona przez amerykańskich konstruktorów. Rufa w konfiguracji „noża” mieściła jeden duży ster kierunku między dwoma bliźniaczymi śrubami. Dwa wały napędowe utrzymywane były na poziomych stabilizatorach, zaraz zaś za śrubami w kierunku dziobu umieszczone zostały rufowe stery głębokości. Długie gładkie linie zewnętrznej powłoki łagodnie przechodziły w niski, opływowy kiosk – co zyskało nazwę kształtu „limuzyny”. Dziób jednostki czerpał z hydrodynamicznych zalet kroplowego kształtu opracowanego w amerykańskim programie Albacore. W konstrukcji podtrzymano konfigurację dwukadłubową z dużą rezerwą wyporu wynoszącą około 30% – niemal dwukrotnie większą niż na „Nautilusie”.

Okręt miał nietypową konfigurację kadłuba, czerpiącą z jednej strony – zwłaszcza w części rufowej – z zaawansowanego kadłuba niemieckich jednostek typu XXI, z drugiej zaś z kroplowego kształtu opracowanego w amerykańskim programie Albacore. Dwukadłubowy układ z 30% rezerwy wyporu i wewnętrznymi komorami ciśnieniowymi, zapewniał teoretyczną „niezatapialność”, czyli utrzymanie okrętu na powierzchni, przy zalaniu któregokolwiek pojedynczego przedziału i utracie dwóch przylegających zbiorników balastowych. Ta cecha okazała się mieć niebagatelne znaczenie w przyszłych radzieckich wypadkach i awariach, umożliwiając uszkodzonym pod wodą radzieckim jednostkom wynurzenie się na powierzchnię. Wewnętrznie okręt podzielony był na dziewięć przedziałów: torpedowy (dziób), baterii elektrycznych i załogi, kontroli, oficerski, reaktora, turbin, dwa przedziały maszynowe i przedział rufowy. Dzięki swojej konstrukcji oraz zastosowaniu do wykonania kadłuba sztywnego stali AK-25, kadłub zdolny był wytrzymać zanurzenie na głębokość testową 300 metrów, jednak podczas testów stoczniowych okręt bezpiecznie wynurzył się z głębokości 310 metrów. W dostępnych źródłach brak jest natomiast informacji o dopuszczalnej maksymalnej głębokości zanurzenia, czy też o głębokości zgniecenia.

### Układ energetyczny i wyciszenie
Umieszczony w śródokręciu przedział reaktora mieścił dwa reaktory wodnociśnieniowe (PWR) WM-A, z których każdy z osobna zapewniał moc cieplną 70 megawatów. Radzieccy konstruktorzy uważali za konieczną instalacje dwóch reaktorów i towarzyszącej im maszynerii, z uwagi na obawy o możliwe defekty i awarie oraz błędy ludzkie. Okręt mógł jednak bezpiecznie operować z jednym czynnym reaktorem. Energia cieplna z dwóch reaktorów poprzez wymienniki ciepła i generatory pary napędzała dwie turbiny parowe o łącznej mocy wyjściowej 35 000 koni mechanicznych, które przez system przekładni napędzały dwa wały napędowe ze śrubami. Turbiny zapewniały także napęd generatorów prądu elektrycznego.
Dla cichych i wolnych operacji w okręcie zainstalowano także silniki elektryczne, które mogły rozpędzić okręt do prędkości 8 węzłów. Podjęto także wysiłki w celu redukcji wibracji i szumów, nie zainstalowano jednak amortyzatorów wstrząsów dla głównych turbin. Zastosowano jednak wewnętrzną okładzinę w podwójnym kadłubie, której celem było wyciszenie własnych hałasów maszynerii w celu redukcji sygnatury akustycznej okrętu. Według niektórych źródeł, w celu redukcji wykrywalności za pomocą sonaru aktywnego, K-3 otoczony był także zewnętrzną powłoką anechoiczną. Dzięki temu poziom szumów własnych okrętu w czasie ruchu z małą i średnią prędkością nie przekraczał poziomu hałasu jednostek projektów 611 i 613 podczas używania przez nie napędu elektrycznego.
Opływowy hydrodynamiczny kształt zoptymalizowany do pływania podwodnego oraz duża moc napędzanych energią jądrową turbin parowych, zapewniały K-3 możliwość nieprzerwanego rejsu na powierzchni z prędkością 15,5 węzła oraz 30 węzłów w zanurzeniu.

### Uzbrojenie i wyposażenie
W wyniku zmiany koncepcji przeznaczenia okrętu, którego zadaniem miało być zwalczanie nieprzyjacielskich jednostek, K-3 otrzymał osiem wyrzutni torpedowych kalibru 533 mm na dziobie z miejscem na 12 torped zapasu, co pozwalało mu na przenoszenie w każdym rejsie do 20 pocisków tego rodzaju. Początkowo były to torpedy z konwencjonalnym ładunkiem wybuchowym, później jednak na wyposażenie okrętu weszły także torpedy 53-58 kalibru 533 mm z ładunkiem jądrowym – pierwsze torpedy z takim rodzajem ładunku w radzieckim arsenale. W swoim wyposażeniu K-3 „Leninskij Komsomoł” miał naprowadzane na ślad torowy torpedy 53-65K do zwalczania jednostek nawodnych oraz służące do walki przeciwpodwodnej torpedy SET-65 z pasywno-aktywnym akustycznym systemem naprowadzania. Postęp w dziedzinie technik wystrzeliwania torped po raz pierwszy w radzieckiej marynarce umożliwił wystrzeliwanie tego rodzaju amunicji z głębokości 100 metrów, podczas gdy wcześniejsze radzieckie konstrukcje mogły wystrzeliwać torpedy z głębokości nieprzekraczającej 45 metrów.
Jednostka została wyposażona w aktywno-pasywny sonar Arktika M na kiosku oraz sonar pasywny Mars-16KP na dziobie (ten ostatni podobny do niemieckiego sonaru GHG). K-3 miał radar RLK-101 Nakat, system kontroli ognia Prizma oraz układ przeciwdziałania elektronicznego Bizan.

## Służba
Źródła nie są zgodne co do daty wejścia okrętu do służby. Według niektórych z nich nastąpiło to 8 kwietnia 1958 roku, według większości jednak miało to miejsce 1 lipca 1958 roku. Wszystkie te daty są jednak wątpliwe, jako że dopiero 19 kwietnia 1958 roku okręt odłączono od zewnętrznych systemów zasilania – jak wcześniej wspomniano, zaś dopiero 4 lipca 1958 roku K-3 wyszedł po raz pierwszy w morze, rozpoczynając serię testów. Bezspornym jednak pozostaje fakt, iż okręt wszedł do służby w radzieckiej marynarce w 1958 roku, pod dowództwem kapitana 1. rangi Leonida Osipenki. W tym czasie działał w ramach radzieckiej Floty Północnej, do sierpnia 1961 roku stacjonując w bazie w Mołotowsku (współcześnie Siewierodwińsk), gdzie został zbudowany.

### biegun północny
Nowy okręt od początku trapiony był licznymi awariami. Awarie nie przeszkodziły jednak K-3, jako pierwszej radzieckiej jednostce, zdobyć bieguna północnego. Do połowy 1962 roku K-3 został zmodyfikowany – wzmocnieniu uległ kiosk okrętu, zainstalowano specjalny sonar przeszukujący obszar ponad kadłubem, zainstalowano kamery przekazujące obraz oraz urządzenia służące nawigacji na wysokich szerokościach geograficznych. 11 lipca 1962 roku pod dowództwem kapitana Żilcowa K-3 opuścił bazę Griemicha na Półwyspie Kolskim, kierując się na północ. Okręt nie znajdował się jednak w dobrym stanie. Zwłaszcza generatory pary podlegały do tego czasu wielu naprawom, wykonano setki cięć i spawań, w wielu miejscach rurociągi były zaspawane na ślepo, radioaktywność pierwotnego obiegu chłodzenia reaktora tysiąckrotnie przewyższała zaś poziom radiacji w jednostkach seryjnych tego typu. Poziom radiacji w przedziale reaktora był jednocześnie sto razy wyższy niż poziom radiacji w oddalonym przedziale torpedowym K-3. Stąd też, w ramach solidarności, obsługa przedziału torpedowego zaproponowała system rotacji w obsłudze sekcji reaktorów, aby załoga okrętu równo dzieliła ryzyko dla zdrowia.
15 lipca okręt wynurzył się na 84° szerokości północnej, około 360 mil morskich (666 km) od geograficznego bieguna Ziemi. Dowódca okrętu zszedł na lód w towarzystwie wiceadmirała Aleksandra Petelina – dowódcy flotylli okrętów podwodnych, i razem oficerowie wbili w lód flagę Związku Radzieckiego. Dwa dni później okręt osiągnął sam biegun, z uwagi jednak na grubą pokrywę lodową, rozciągająca się w tym miejscu na 12 metrów ponad okrętem, K-3 nie był w stanie przebić się na powierzchnię. Według niektórych źródeł, załodze okrętu udało się jednak odnaleźć ciasną szczelinę w lodzie i 17 lipca okręt zdołał jednak wynurzyć się na powierzchnię. Radziecka prasa pisała później, że K-3 prowadził w tym rejsie manewry podlodowe, „w celu wykrycia i zniszczenia wrogich okrętów podwodnych usiłujących dotrzeć do radzieckich brzegów”. Wkrótce potem K-3 udał się w drogę powrotną do Griemichy, dokąd powrócił 21 lipca 1962 roku.
W najbardziej na północ wysuniętej bazie radzieckich okrętów podwodnych, K-3 był oczekiwany przez najwyższych dostojników państwowych z Nikitą Chruszczowem i ministrem obrony marszałkiem Rodionem Malinowskim na czele. Cała załoga jednostki otrzymała odznaczenia państwowe, zaś jej dowódca oraz główny mechanik Timofjew zostali udekorowani najwyższym odznaczeniem Bohatera Związku Radzieckiego. Z okazji sukcesu okrętu, w tym samym dniu została zmieniona jego nazwa, który na cześć zwodowanego w 1941 roku okrętu podwodnego M-106, otrzymał nazwę K-3 „Leninskij Komsomoł”. Paradoksalnie jednak, wkrótce potem okręt został odholowany do stoczni w Mołotowsku. Krótko bowiem przed rejsem na biegun, w czerwcu 1962 roku, reaktor okrętu został poważnie uszkodzony na skutek pożaru i związanego z tym defektu systemu chłodzenia. Po powrocie więc z bieguna, cała sekcja reaktora została odcięta i wrzucona do Zatoki Abrosimowa na Morzu Karskim – z jednego z pary reaktorów przed wrzuceniem do morza nie usunięto nawet paliwa jądrowego. Okręt tymczasem uzupełniono o nową sekcję z dwoma bardziej zaawansowanymi reaktorami WM-AM. W efekcie jednak ciągłych napraw okrętu, załoga jednostki została poddana zwiększonemu stopniowi napromieniowania. Z powodu ciągłych problemów technicznych, w tym powtarzających się problemów z generatorami pary, K-3 (podobnie jak żaden z innych radzieckich okrętów podwodnych z napędem jądrowym) nie wziął udziału w działaniach podwodnych podczas kryzysu kubańskiego w październiku 1962 roku.

### Problemy techniczne
Od samego początku – począwszy od problemów z generatorami pary podczas testów jednostki – okręt nękany był problemami technicznymi. Częściowo wynikało to z pośpiechu w jakim jednostka była budowana, po części zaś ze zwykłej w Związku Radzieckim niskiej jakości wykonania. Z tego też względu, przez pierwsze lata służby okręt notorycznie poddawany był naprawom. Ustawiczne awarie siłowni nuklearnej powodowały, że na początku lat 60. okręt był unieruchomiony przez większość czasu. Jak wiele radzieckich jednostek później, K-3 nie uniknął też awarii prowadzących do zagrożenia okrętu oraz śmierci członków załogi. Po wybuchu wojny sześciodniowej na Bliskim Wschodzie, w czerwcu 1967 roku okręt wyszedł na rejs bojowy na Morze Śródziemne w trakcie trwającej tam wojny na wyczerpanie. Okręt operował na tym akwenie w warunkach temperatury w przedziale turbin sięgającej 60 °C. 8 września 1967 roku podczas powrotu do Griemichy, K-3 znajdował się na Morzu Norweskim. Na głębokości 50 metrów doszło do wybuchu pożaru (bądź eksplozji) w przedziale torpedowym. Znajdujący się w nim marynarze nie mieli czasu, aby użyć podręcznych gaśnic – uciekli więc do sąsiedniego przedziału drugiego, który został natychmiast zamknięty. Mimo natychmiastowego użycia masek oddechowych wielu członków załogi uległo zatruciu tlenkiem węgla (CO) – silnie toksyczny gaz oraz pożar doprowadził do śmierci aż 39 osób. Według niektórych źródeł natomiast osoby znajdujące się w chwili wybuchu w przedziale torpedowym spaliły się żywcem. Pozostali przy życiu członkowie załogi zdołali jednak doprowadzić uszkodzony okręt do portu na półwyspie Kola. Przyczyną wypadku był wyciek płynu roboczego z układu hydraulicznego pod wysokim ciśnieniem, który rozbił jarzącą się żarówkę pozbawioną wcześniej stłuczonej osłony. W efekcie opary zatomizowanego oleju błyskawicznie zapaliły się, a działający system wentylacji rozprzestrzenił je po całym przedziale. Płomień palącego się oleju przeciął na pół korpus zaworu butli z tlenem. Według niektórych źródeł, wypadek miał miejsce podczas rutynowego patrolu na Morzu Norweskim.
Po doprowadzeniu okrętu do portu, niefortunny układ hydrauliczny służący do otwierania i zamykania zaworu odpowietrzającego prawego zbiornika balastowego nr 2 został zdemontowany. Odkryto wówczas, że przyczyną wypadku była podmiana niewielkiej uszczelki: oryginalną miedzianą ktoś zastąpił odręcznie wyciętą uszczelką z paranitu (uszczelnienie na bazie azbestu stosowane w silnikach samochodowych). W układzie hydraulicznym występowały znaczne skoki ciśnienia (50 do 100 kg/cm²); z czasem takie uszczelnienie osłabiło się i kolejny skok ciśnienia spowodował rozszczelnienie i wytrysk oleju pod wysokim ciśnieniem. Sprawcą podmiany był prawdopodobnie któryś z pracowników stoczni. Czerwona miedź nie jest wprawdzie materiałem szlachetnym, ma jednak dużą wartość dla różnego rodzaju „złotych rączek”. Tragedia załogi okrętu nie została ujawniona w 1967 roku ani nawet w trakcie głasnosti, nie jest też powszechnie znana do dziś. Władze w Moskwie nie chciały bowiem przyznać, że 39 osób poniosło śmierć na skutek nielegalnej podmiany miedzianej uszczelki nikłej wartości. Według oficjalnych wyników śledztwa, w trakcie którego – według rosyjskich mediów – m.in. fałszowano dokumenty, przyczyną wypadku było wejście do przedziału marynarza z zapalonym papierosem.
Według niektórych rosyjskich źródeł, wpływ na liczbę ofiar śmiertelnych miał również fakt, że po zakończonej powodzeniem wyprawie na biegun załoga okrętu uczestniczyła w niekończących się spotkaniach Komsomołu i uroczystościach partyjnych w całym kraju. Okręt przez kilka lat nie brał udziału w żadnych operacjach, toteż znacząco spadł poziom wyszkolenia załogi.
K-3 „Leninskij Komsomoł” został oficjalnie wykreślony ze składu floty radzieckiej w styczniu 1988 roku.

## Zakończenie
Pojawienie się atomowych okrętów podwodnych w marynarce radzieckiej położyło podwaliny pod budowę potężnych sił podwodnych, zdolnych do wykonywania zadań strategicznych na oceanach. K-3 był pierwszym z wielkiej liczby wybudowanych przez ZSRR atomowych okrętów podwodnych – większej niż łączna liczba okrętów tej klasy z napędem jądrowym wybudowanych w Stanach Zjednoczonych, Wielkiej Brytanii i Francji razem wziętych. Choć jednostka uznawana była w niektórych radzieckich dokumentach za okręt „eksperymentalny”, w przeciwieństwie do jedynego w swoim typie amerykańskiego „Nautilusa” – K-3 był okrętem prototypowym dla seryjnej produkcji jednostek swojego typu. Ich produkcja została zainicjowana w Mołotowsku, z niewielkimi zmianami konstrukcyjnymi w siłowni nuklearnej, w zakresie mechanizmów kontroli okrętu oraz z ulepszeniami samego procesu budowy. Zostały one oznaczone jako projekt 627A.